# Ängesholmen (Räktjärv)
Ängesholmen is een onbewoond langgerekt eiland in de Zweedse Kalixrivier. Het eiland heeft geen oeververbinding. Het heeft een oppervlakte van ongeveer 9 hectare. De afstand tot de westoever is ongeveer 150 meter, tot de oostoever ongeveer 250 meter. De zuidpunt van het eiland is een schiereiland aan een eiland. Afhankelijk van de waterstand van de rivier kan een deel van het eiland onder water komen te staan.